# Elisabeth Ebert
Elisabeth Ebert, eigentlich Elisabeth Dubsky (* 6. September 1928 in Dresden) ist eine deutsche Opernsängerin (Sopran), besonders in den Gesangsfächern lyrischer Sopran und Soubrette.

## Leben
Sie erhielt ihre Ausbildung an der Musikakademie Dresden und bei der Pädagogin Vera Littner. Ihr Debüt gab sie 1950 am Sächsischen Landestheater in Radebeul als Ännchen in Der Freischütz.
1952 wechselte sie an das Stadttheater Plauen, wo sie als Mimi in La Bohème bekannt wurde. In derselben Rolle debütierte sie 1956 an der Staatsoper Dresden, zu deren Ensemble sie bis 1961 gehörte. 1961 wurde sie Mitglied der Komischen Oper in Berlin, wo sie bereits seit 1959 regelmäßig gastiert hatte.
Sie trat als Gast an den Opernhäusern von Leningrad, Brünn und 1965 als Rosina in Der Barbier von Sevilla an der Königlichen Oper Stockholm sowie 1972 an der Berliner Staatsoper auf. Weitere von Ebert dargestellte Figuren waren Pamina in Die Zauberflöte, Donna Elvira in Don Giovanni, die Titelfiguren in Deidamia und Jenůfa sowie Tytania in Ein Sommernachtstraum. Sie wirkte auch in Operetten mit, zum Beispiel als Julia in Der Vetter aus Dingsda .